# Преображенская церковь в Колтовской слободе
Преображенская церковь в Колтовской слободе — утраченный православный храм в Санкт-Петербурге, находившийся на Новоладожской улице, 8. Был построен в 1862—1874 годах для Невского полка. Разрушен коммунистами в 1932 году.Именно рядом с этой церковью был похоронен в 1737 году находившийся в то время под арестом первостроитель Саровской пустыни иеросхимонах Иоанн, без которого не было бы ни пустыни, ни, возможно, великого православного святого Серафима Саровского. Могилы Иоанна не осталось.

## История
В первой половине XVIII века здесь была основана слобода Невского полка, получившая название Колтовская от фамилии командира полка. В 1721 году для полка была устроена полотняная церковь во имя Преображения Господня. В 1727—1728 годах вместо неё была построена деревянная церковь. Она довольно скоро обветшала, и в 1761—1763 годах была построена новая, тоже деревянная. В 1862 году по проекту архитектора Андрея Жуковского была заложена каменная церковь.
Когда здание было почти готово, произошло обрушение купола. Достраивали церковь архитекторы Рудольф Бернгард и Александр Иванов. Работы были завершены к 1874 году.
В 1915 году в храме начал служение — сначала диаконом, а затем священником — Викторин Добронравов, в будущем священномученик.
В 1932 году церковь была снесена.